# シッダセーナ・ディヴァーカラ
シッダセーナ・ディヴァーカラ（Siddhasena Divākara）は、ジャイナ教の僧侶、詩人、哲学者。とくにジャイナ教論理学の基礎を築いた人物として知られる。
シュヴェーターンバラ派（白衣派）とディガンバラ派（空衣派）の両方で尊重され、両派とも自分の派の人物とする。

## 伝説
シッダセーナは時代も経歴も明らかでない。ヘルマン・ヤコービは『ニヤーヤーヴァターラ』においてダルマキールティ『正理一滴』（ニヤーヤビンドゥ）の知識が見られるとして、7世紀の人物とした。
伝説ではバラモンの生まれだったが、ヴリッダヴァーディというジャイナ僧との議論に敗れてその弟子になった。シッダセーナはジャイナ教のすべての経典をプラークリットからサンスクリットに翻訳する計画を立てて罰せられ、償いのために12年かけてすべてのジャイナ教の寺院を巡った。その後ウッジャインのマハーカーラ寺院でリンガに足をのせて眠っていたところ、シヴァを信仰する人々が見咎めてウッジャイン王ヴィクラマーディティヤに訴えた。王はシッダセーナを打とうとしたが、神通力によってシッダセーナのかわりに王妃が痛みを感じるのだった。解放されたシッダセーナがリンガの前で腕を挙げると、リンガは2つに割れてその中からパールシュヴァの像が出現したという。また、ヴィクラマーディティヤ王はシッダセーナの教化によってジャイナ教に帰依したとする。

## 著書
シッダセーナはジャイナ教で古来使われてきたプラークリットでなく、サンスクリットで作品を著した最初期の人物である。
論理学の著書にサンスクリットで書かれた『ニヤーヤーヴァターラ』（nyāyāvatāra）がある。これはジャイナ教徒による最初の論理学の専著で、32頌からなる。この著書ではプラマーナ（知識）とナヤ（観点）に関する議論を行う。
哲学書には『サンマティ・タルカ』（sammatitarka）がある。この書物はプラークリットで書かれ、さまざまな観点（ナヤ）が、ジャイナ教のスィヤードヴァーダのもとでは有効だが、ある特定の見方のみを正しいとする他の学派の方法では無効になることを示す。
詩では『カルヤーナ・マンディラ・ストートラ』（kalyāṇamandirastotra）という44頌からなるパールシュヴァをたたえる頌歌が知られる。伝説によればこの詩を唱えることによってリンガが2つに割れたという。
『ドヴァートリンシカー・ストートラ』（dvātriṃśikā-stotra）はマハーヴィーラをたたえる32頌からなる頌歌である。